# St. Vitus (Alhausen)

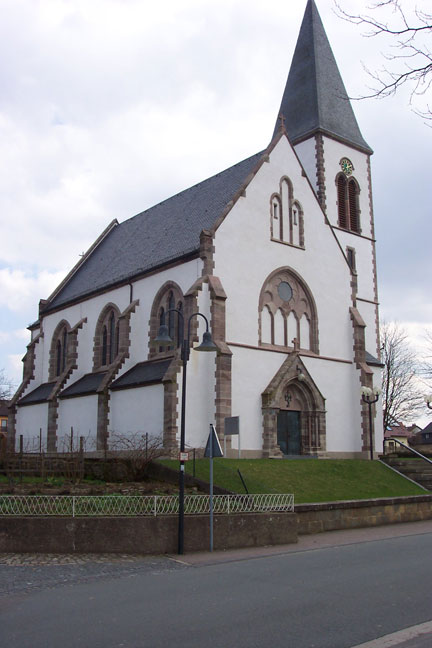
St. Vitus in Bad Driburg-Alhausen

St. Vitus ist eine katholische Kirche im Bad Driburger Ortsteil Alhausen im Kreis Höxter (Nordrhein-Westfalen). Die Gemeinde St. Vitus gehört als selbständige Pfarrvikarie zum Pastoralverbund Bad Driburg im Dekanat Höxter im Erzbistum Paderborn.

## Geschichte
Vermutlich bereits um 1300 bestand eine zur Pfarrei in Pömbsen gehörende Kapelle in Alhausen. Die Kapelle brannte am 19. April 1657 nieder und wurde im folgenden Jahr wieder aufgebaut. 1755 wurde eine Schulvikarie errichtet, die heute als Pfarrhaus dient.
Am 23. November 1780 erhob der Paderborner Fürstbischof Wilhelm Anton von der Asseburg die Kapellengemeinde Alhausen zur Vikarie. Erster Vikar war Johann Henze.
Da die Kapelle für die wachsende Gemeinde zu klein geworden war, erfolgte 1821 ein Ausbau nach Westen. 1862 wurde das Harmonium durch eine Orgel ersetzt.
1893 wurde in Alhausen ein kommunaler Kirchhof angelegt, da vorher die Verstorbenen im über drei Kilometer entfernten Pömbsen beigesetzt werden mussten.
Mit dem Bau der heutigen Kirche wurde 1907 begonnen. Bis zur Winterpause konnten das Dach fertiggestellt und die Gewölbe eingezogen werden. Ostern 1908 wurden die Arbeiten wieder aufgenommen, so dass am Fest des Heiligen Vitus eine vorläufige Weihe durch den Steinheimer Domkapitular Goebel vorgenommen werden konnte. Als die Bauarbeiten abgeschlossen waren, konsekrierte Karl Joseph Kardinal Schulte, Bischof von Paderborn, die Kirche am 26. Juli 1911. Gleichzeitig spendete er die Firmung in Alhausen. Das Kirchweihfest wurde auf den 19. Sonntag nach Pfingsten festgelegt.
Zur Fertigstellung wurden Kirchen- und politische Gemeinde getrennt und die politische Gemeinde musste 27.000 RM an die Pfarrgemeinde zahlen. Das Geld wurde für den Neubau der Kirche verwendet.
1914 wurde – gegen den Willen des Pfarrers von Pömbsen – die erste Fronleichnamsprozession durchgeführt.
In den 1950er-Jahren wurde die Schieferdeckung der Kirche durch ein Ziegeldach ersetzt. 1966 wurde der Kirchenraum nach den Maßgaben des Zweiten Vatikanischen Konzils umgestaltet. 1982 fand eine Innenrenovierung statt, 2005 folgte eine umfangreiche Außensanierung. Hierbei wurde die Ziegeleindeckung wiederum durch Schiefer ersetzt.

## Ausstattung

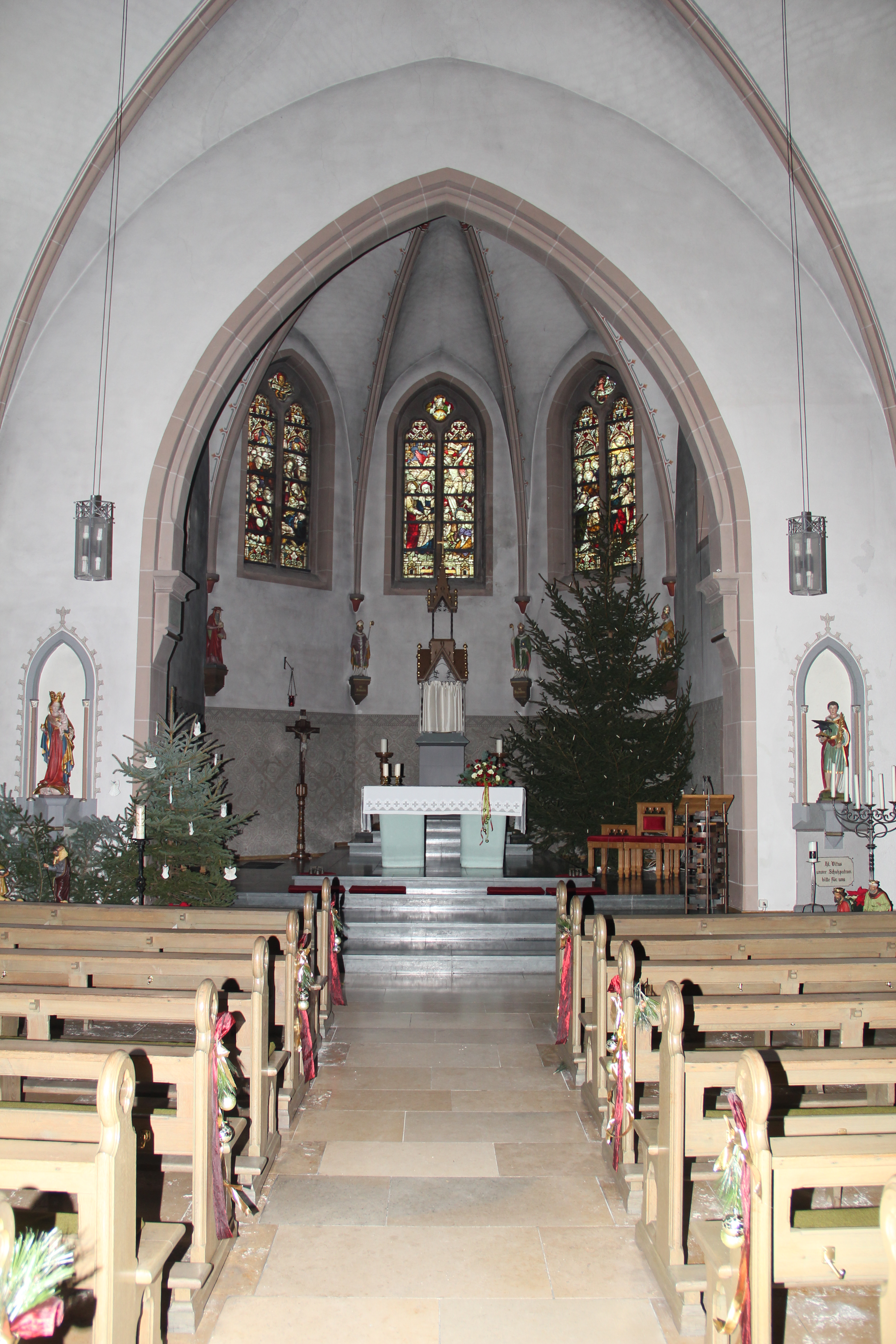
Innenansicht

Die Bemalung des Chorraums wurden vom 3. Juli bis 21. November 1930 angebracht. Kirchenschiff, Altäre und Figuren wurden vom 13. Mai bis 22. Oktober 1931 farbig gefasst.
1930 wurde die Turmuhr der Firma Fuchs & Sohn aus Bernburg eingebaut. 1931 bekam die Kirche eine Heizung. 
1933 wurde ein Teil der Corveyer Vitusreliquien nach Alhausen übertragen.
Bei der Umgestaltung des Innenraums 1966 wurde die alte Innenausstattung entfernt und ein neuer Altar aus Anröchter Stein aufgestellt. An der Stelle des Marienaltars wurde ein Tabernakel aufgestellt und im Turm eine Taufkapelle eingerichtet.

### Orgel
Im Sommer 1913 wurde die Orgel, hergestellt von der Firma Anton Feith aus Paderborn, eingebaut. Diese wurde 1966 durch eine Hammondorgel ersetzt.

### Glocken
Die Pfarrkirche hat drei Glocken, die von Humpert in Brilon gegossen wurden. Die Weihe erfolgte am 24. April 1908 durch den Driburger Pfarrer Kleeschulte. Zwei der Glocken wurden im Ersten Weltkrieg eingeschmolzen und konnten im Dezember 1924 durch zwei neue ersetzt werden. Im Zweiten Weltkrieg wurden diese Glocken am 14. Februar 1942 wiederum eingezogen. 1948 wurden diese Glocken neu angeschafft und am 4. Adventssonntag eingeweiht. Die größere ist der Gottesmutter, die kleinere dem Pfarrpatron St. Vitus.
Aus der Alhauser Kapelle wurde eine Glocke aus dem Jahr 1644 übernommen, die zunächst zur Wandlung betätigt wurde.